# Campeonato Europeo de Triatlón de 2004
El XX Campeonato Europeo de Triatlón se celebró en Valencia (España) el 18 de abril de 2004 bajo la organización de la Unión Europea de Triatlón (ETU) y la Federación Española de Triatlón.

## Resultados
| Evento    | Oro                                | Plata                               | Bronce                            |
| --------- | ---------------------------------- | ----------------------------------- | --------------------------------- |
| Masculino | Rasmus Henning Dinamarca 1:48:09   | Eneko Llanos · España · 1:48:19     | Daniel Unger · Alemania · 1:49:05 |
| Femenino  | Vanessa Fernandes Portugal 1:56:52 | Katherine Allen · Austria · 1:57:32 | Pilar Hidalgo · España · 1:58:09  |

## Medallero
| Núm. | País      | Oro | Plata | Bronce | Total |
| ---- | --------- | --- | ----- | ------ | ----- |
| 1    | Dinamarca | 1   | 0     | 0      | 1     |
| 1    | Portugal  | 1   | 0     | 0      | 1     |
| 3    | España    | 0   | 1     | 1      | 2     |
| 4    | Austria   | 0   | 1     | 0      | 1     |
| 5    | Alemania  | 0   | 0     | 1      | 1     |
|      | TOTAL     | 2   | 2     | 2      | 6     |